# リーア (小惑星)
リーア (5411 Liia) は、小惑星帯にある小惑星。ニコライ・チェルヌイフがクリミア天体物理天文台で発見した。
チェルヌイフの友人の妻に因んで名付けられた。